# Wimereux
Wimereux (in piccardo Wimraw, in olandese Wimeruwe) è un comune francese di 7 620 abitanti situato nel dipartimento del Passo di Calais nella regione dell'Alta Francia.
Nel territorio comunale il fiume Wimereux sfocia nel canale della Manica.

## Società

### Evoluzione demografica
Abitanti censiti

## Amministrazione

### Gemellaggi
- Herne Bay
- Schmallenberg